# 2020年8月逝世人物列表
2020年逝世人物列表：1月 - 2月 - 3月 - 4月 - 5月 - 6月 - 7月 - 8月 - 9月 - 10月 - 11月 - 12月
2020年8月逝世人物列表，是用于汇总2020年8月期间逝世人物的列表。

## 依日期排序

### 31日
- 蒋英刚，57岁，中国企业人物，中国铝业股份有限公司董事、高级副总裁。[1]
- 周婉侶，69岁，香港前配音員[2]。
- 董怀玉，73岁，中国话剧表演艺术家，山西省话剧院演员。[3]
- 湯姆·西佛（英語：Tom Seaver），75歲，前美國大聯盟棒球選手。[4]
- 普拉纳布·慕克吉，84岁，印度政治人物，前总统（2012年－2017年），死於2019冠狀病毒病。[5]
- 迈克尔·雷德黑德（英語：Michael Redhead），90岁，英国物理哲学家，剑桥大学荣誉教授。[6]
- 尼娜·博恰罗娃（烏克蘭語：Ніна Бочарова），95岁，乌克兰体操运动员。[7]
- 刘学尧，98岁，中国电影美术师，中国电影金鸡奖终身成就奖获得者。[8]
- 朴京淑（韓語：박경숙），98岁，朝鲜女性政治人物，前最高人民会议代议员。（讣告公开日期）[9]

### 30日
- 里卡多·巴尔德拉马·费尔南德斯（西班牙語：Ricardo Valderrama Fernández），75岁，秘鲁政治人物，库斯科市长（2019年起），死於2019冠狀病毒病。[10]
- 約翰·湯普生（英語：John Thompson），78歲，美國職業籃球運動員及教練。[11]
- 赵玉明，84岁，中国新闻史学家，中国传媒大学教授。[12]
- 马鸿，86岁，中国政治人物，原南京军区空军副政治委员。[13]
- 李绍堂，86岁，中国军事人物，原空军航空兵第二十七师副参谋长。[14]
- 夏禹生，89岁，中国合唱指挥家，南京师范大学音乐学院副教授。[15]
- 旺堆扎巴，90岁，中国政治人物，西藏自治区人民代表大会财政经济委员会原主任委员。[16]
- 龚浩成，93岁，中国经济学家，上海财经大学原校长。[17]

### 29日
- 克利福德·罗宾逊（英語：Clifford Robinson），53岁，美国职业篮球运动员。[18]
- 李硕豪，56岁，中国高等教育研究学者，兰州大学教授、原教育学院院长。[19]
- 米哈伊尔·舍斯塔科夫（俄語：Михаил Шестаков），61歲，俄羅斯小提琴家，俄羅斯聯邦人民藝術家（2005年）。[20]
- 维克托·吉洪诺夫（俄语：Тихонов, Виктор Николаевич），71歲，烏克蘭政治人物，前副總理（2010年－2011年），死於肺炎。[21]
- 申國，72岁，韩国男演员。死于肺炎。[22]
- 樊洪业，77岁，中国现代科学史家，中国科学院科技战略咨询研究所研究员。[23]
- 安宅敬祐（日语：安宅敬祐），78岁，日本政治人物，前岡山市市長（1991年－1999年）。[24]
- 杨永华，83岁，中国法学家，西北政法大学教授。[25]
- 罗宗海，84岁，中国水彩画家，广东省美术家协会原副主席。[26]
- 王義翹，84岁，美籍华裔生物工程學家，麻省理工学院教授，台灣中央研究院第19屆院士。[27]
- 弗拉基米尔·安德烈耶夫（俄語：Владимир Андреев），90岁，苏联及俄罗斯演员，苏联人民艺术家（1985年）。[28]
- 周谟智，92岁，中国英语教育家，北京外国语大学教授。[29]
- 刘怀珍，99岁，中国政治人物，原杭州钢铁厂副厂长。[30]
- 李䒩达（韩语：이막달），97岁，韩国人，二战日军慰安妇受害幸存者。[31][32]

### 28日
- 濱崎麻莉亞（日語：濱崎 麻莉亜），23歲，日本戀愛實境秀演員。死於藥物過量中毒。[33]
- 階戶瑠李（日语：階戸瑠李），31歲，日本女演員[34][35]。
- 查德威克·鮑斯曼（英語：Chadwick Boseman），43歲，美國男演員，死於大腸癌。[36]
- 岸部四郎（日語：岸部 四郎），71歲，日本藝人、演員，老虎樂隊成員之一。[37]
- 陶文楼，80岁，中国逻辑学家，南开大学哲学系教授，天津市逻辑学学会原会长。[38]
- 喬·魯比（英语：Joe Ruby），87歲，美國作家，美國動畫《史酷比》（Scooby Doo）創作人之一。[39]
- 韩福林，90岁，中国政治人物，原黑龙江省新闻出版局局长。[40]
- 徐棠，94岁，中国政治人物，原吉林省林业厅副厅长。[41]
- 袁啸吟，98岁，中国政治人物，曾任浙江省外贸局局长，中国贸促会浙江省分会会长。[42]

### 27日
- 張斗軫（韓語：장두진），67岁，韩国围棋选手。[43]
- 益子修（日語：益子 修），71岁，日本商人，前三菱汽车董事长、首席执行官，死於心臟衰竭。[44]
- 余宝源，79岁，中国化学教师，南京大学化学化工学院副教授。[45]
- 陈阿喜，79岁，中国演员、配音员。[46]
- 李惠珍，81歲，香港少女漫畫家，代表作為《13點》。[47]
- 刘兴鼎，81岁，中国教育家，原重庆工学院院长。[48]
- 盧特·奧森（英语：Lute Olson），85歲，美國籃球教練。[49]
- 曹楚南，90歲，中國腐蝕科學與電化學學家，中國科學院院士。[50]
- 张功慤，95岁，中国画家。[51]
- 罗伯特·芬克尔斯坦（英語：Robert Finkelstein），104岁，美国物理学家，加利福尼亚大学洛杉矶分校教授。[52]

### 26日
- 小石川正弘（日語：小石川 正弘），68岁，日本天文学家，死於肺癌。[53]
- 菱田嘉明（日語：菱田 嘉明），77岁，日本政治人物，前众议院议员（2000年－2003年）、京都府八幡市市长（1993年－2000年）。[54]
- 西泽·科尔多瓦（英語：Caesar Cordova），84歲，美國演員。[55]
- 王丽敏，84岁，中国越调表演艺术家。[56]
- 奥斯卡·克鲁兹，85歲，菲律賓教士，天主教仁牙因暨達古潘總教區總主教（1991年－2009年），死於2019冠狀病毒病。[57]
- 杰拉德·卡尔（英語：Gerald Carr），88岁，美国宇航员，执行过天空实验室4号任务。[58]
- 王嘉霖，89岁，中国系统工程专家，华中科技大学管理学院教授。[59]
- 德克·马奇（英语：Dirk Mudge），92歲，納米比亞政治人物，死於2019冠狀病毒病。[60]
- 陈方既，98岁，中国书画家。[61]
- 孙德茂，99岁，中国足球裁判员。[62]
- 袁光兰，102岁，中国老红军，原河北省邢台军分区政治部主任。[63]
- 郑天付，107岁，中国抗日战争老兵。[64]

### 25日
- 李军，49岁，中国帆船运动员。[65]
- 李玉新，58岁，中国细胞生物学家，东北师范大学生命科学学院教授。[66]
- 鲁霍拉·侯赛尼安（英语：Ruhollah Hosseinian），64岁，伊朗政治人物，前情报部副部长。[67][68]
- 郝敬堂，68岁，中国军旅作家，《中国武警》杂志社原总编辑。[69]
- 黄天华，70岁，中国财政经济学家，上海财经大学教授。[70]
- 林今达，79岁，马来西亚诗人。[71]
- 弗拉基米尔·尼科诺夫（俄语：Никонов, Владимир Леонидович），82歲，俄羅斯芭蕾舞者、教師，俄羅斯蘇維埃聯邦社會主義共和國人民藝術家（1976年）。[72]
- 亨利山的伦顿男爵蒂姆·伦顿（英语：Tim Renton），88歲，英國政治人物，國會議員（1974年－1997年）、上議院議員（1997年－2016年）。[73]
- 孙寿彭，93岁，中国企业人物，原国营嘉陵机器厂党委书记。[74]
- 萨西·纳拉因（英語：Sase Narain），95岁，圭亚那政治人物，前国民议会议长（1971年－1992年）。[75]
- 弗朗西斯科·贝朗德·特里（西班牙語：Francisco Belaúnde Terry），96岁，秘鲁政治人物，前国会主席（1980年－1981年）。[76]

### 24日
- 郑喜兰，55岁，中国政治人物，河北省衡水市中级人民法院法官，第十三届全国人大代表。[77]
- 斯托扬·亚历山德罗夫，71岁，保加利亚政治人物，前财政部长（1992年－1994年）。[78]
- 陆克政，86岁，中国地质学家，中国石油大学(北京)教授。[79]
- 帕斯卡尔·利苏巴（法語：Pascal Lissouba），88岁，刚果共和国政治人物，前总统（1992年－1997年）、總理（1963年－1966年），死於阿茲海默症的併發症。[80]
- 豪尔赫·圣希内斯·伦斯（西班牙語：Jorge Sanjinez Lenz），103岁，秘鲁第二次世界大战老兵。[81]

### 23日
- 陳木勝，58歲，香港導演。死於鼻咽癌。[82][83][84]
- 朱京，85岁，中国军事人物，原南京政治学院院长。[85]
- 苏尚礼，87岁，中国政治人物，宁夏回族自治区总工会原主席。[86]
- 渡部恒三（日语：渡部恒三），88歲，日本政治人物，前日本眾議院議員（1969年－2012年）、副議長（1996年－2003年）。[87]
- 冼迪雄，89岁，中国足球运动员、教练员。[88]
- 潘吉星，89岁，中国科学史家，中国科学院自然科学史研究所研究员。[89]
- 祝庆缘，91岁，中国政治人物，原天津市港务局局长。[90]

### 22日
- 艾米爾·尤拉（英语：Emil Jula），40歲，退役羅馬尼亞足球運動員。死於心臟病。[91]
- 卡里姆·卡马洛夫，63岁，乌兹别克斯坦政治人物，布哈拉州州长（2020年2月起），死于2019冠状病毒病。[92]
- 曹芝隆，65岁，中国工程师，原绍兴第一建工集团有限公司项目经理，全国劳动模范（2005年）。[93]
- 瓦连京·德米特里耶夫（俄語：Валентин Дмитриев），93岁，苏联政治人物，苏共中央候补委员（1981年－1990年），驻埃塞俄比亚大使（1986年－1990年）。[94]
- 陈治文，94岁，中国汉语语言学家，中国社会科学院语言研究所研究员。[95]
- 内海桂子（日语：内海桂子），97歲，日本漫才家。[96]
- 周晨觉，100岁，中国政治人物，原江苏省旅行游览事业管理局副局长。[97]
- 福西基（日語：福西 基），110歲150天，日本人，直至2020年8月22日為日本最老男性人瑞[98]。
- 費廸·布洛姆（英语：Fredie Blom），116歲，南非人，至2020年8月22日止前為全球最老男性人瑞[99][100][101]。

### 21日
- 孙世福，84岁，中国政治人物，吉林省人大常委会原副秘书长、办公厅主任。[102]
- 阿尔多·奥雷吉（義大利語：Aldo Aureggi），88岁，意大利击剑运动员。[103]
- 李甡，92岁，中国杂技艺术家，中国杂技家协会原副主席、广东省杂技家协会原主席。[104]
- 张洪模，94岁，中国音乐翻译家，中央音乐学院教授。[105]
- 杨少先，99岁，中国政治人物，原中央工艺美术学院党委副书记。[106]
- 茅苓，100岁，中国政治人物，原对外经济贸易部中国工艺品进出口总公司副总经理。[107]

### 20日
- 李财林，66岁，中国政治人物，中国邮政储蓄银行原副行长。[108]
- 布兰科·科斯蒂奇，80岁，黑山政治人物，南斯拉夫社会主义联邦共和国主席团代理主席（1991年－1992年）。[109]
- ，81岁，美国罪犯，芝加哥犯罪集團前黑帮，死于2019冠状病毒病。[110]
- 吳東興，81歲，臺灣企業家、攝影家，新光三越百貨董事長。[111]
- 豪尔赫·弗洛雷斯·奥乔亚（西班牙語：Jorge Flores Ochoa），84岁，秘鲁人类学家，库斯科圣安东尼国立大学教授，死于2019冠状病毒病。[112]
- 刘博，90岁，中国政治人物，原广西壮族自治区乡镇企业管理局副局长。[113]

### 19日
- 惠口公生（日語：恵口 公生），23歲，日本漫畫家。[114]
- 李雪松，51岁，中国企业人物，中交投资基金管理（北京）有限公司董事、总经理。死於心脏病。[115]
- 屈婉玲，74岁，中国算法设计与分析专家，北京大学信息科学技术学院教授。[116]
- 曹冈，76岁，中国会计师，北京工商大学教授。[117]
- 林峇，81岁，马来西亚华裔商人，柔佛州中华总商会总会长。[118]
- 杨容方，82岁，中国小说家，湖南省怀化市作家协会原主席。[119]
- 阿格内斯·西蒙（德語：Agnes Simon），85岁，匈牙利裔乒乓球运动员。[120]
- 山崎正和（英语：Masakazu Yamazaki），86歲，日本劇作家及評論家。[121]
- 张润身，87岁，中国政治人物，河北省政协原副主席，第七届全国人大代表。[122]
- 诸骏仁，89岁，中国心脏内科学专家，复旦大学附属中山医院终身荣誉教授。[123]
- 傅良品，89岁，中国政治人物，原浙江省人民政府外事办公室副主任。[124]
- 斯雷德·戈登（英語：Slade Gorton），92岁，美国政治人物，前参议院议员（1981年－1987年、1989年－2001年）。[125]
- 马鸿祥，99岁，中国人，南京大屠杀幸存者。[126]
- 鲍里斯·巴顿（烏克蘭語：Борис Патон），101岁，乌克兰科学家，乌克兰国家科学院院长（1962年起）。[127]
- 王承登，105岁，中国老红军。[128]

### 18日
- 维亚切斯拉夫·格拉德基赫（俄語：Вячеслав Гладких），45岁，俄罗斯军事人物，少将（2016年），在叙利亚遇袭身亡。[129]
- 傅正财，55岁，中国电机工程专家，上海交通大学电子信息与电气工程学院教授。[130]
- 熊涛，56岁，中国民办教育家，成都天府博骏教育管理有限公司前董事局主席，坠楼身亡。[131]
- 李发荣，57岁，中国政治人物，青海海东市人大常委会副主任、中共循化县委书记。[132]
- 谢园，61岁，中国影视演员，死於心脏病。[133]
- 傑克·雪爾曼（英语：Jack Sherman），64歲，美國搖滾吉他手，前嗆辣紅椒成員。[134]
- 本·克羅斯（英語：Ben Cross），72岁，英国演员。[135]
- 苟敏勋，80岁，中国书画家，青岛市城阳区政协原主席。[136]
- 刘正照，88岁，中国政治人物，铜川市人大常委会原主任，第七届全国人大代表。[137]
- 阿兰·特拉赫滕贝格（英語：Alan Trachtenberg），88岁，美国历史学家，耶鲁大学教授。[138]
- 切萨莱·罗米蒂（義大利語：Cesare Romiti），97岁，意大利商人，前菲亚特汽车总裁（1996年－1998年）。[139]
- 龔樹森，99歲，美國華人體育家。[140]
- 马达夫·普拉萨德·吉米瑞，100岁，尼泊尔诗人。[141]
- 耿淑明，102岁，中国军事人物，原山西省军区司令员。[85]

### 17日
- 张海清，68岁，中国基层工作者，杭州市江干区民间河长。[142]
- 杨璧如，79岁，中国商人，宁波第五医院董事长、宁波市荣誉市民。[143]
- 胡德兴，88岁，中国考古学家。[144]
- 王松辉，93岁，中国法官，重庆市第三中级人民法院原副院长。[145]
- 王进之，98岁，中国政治人物，成都市政协原常务委员。[146]

### 16日
- 廖胜兴，55岁，中国企业人物，武汉市精伦电子股份有限公司董事兼副总经理。[147]
- 陈奋健，58岁，中国企业人物，中国铁道建筑集团有限公司、中国铁建股份有限公司党委书记、董事长，坠楼身亡。[148]
- 郑永年，71岁，中国政治人物，浙江省民族宗教事务委员会原办公室主任、宗教一处处长、民族处处长。[149]
- 李川，78岁，中国电子材料分析测试专家，复旦大学物理系高级工程师。[150]
- 尼古拉·古边科（俄語：Николай Губенко），78岁，苏联电影导演，前文化部长（1989年－1991年）。[151]
- 叶哲明，84岁，中国政治人物，浙江省台州市政协副主席、民盟台州市委主委、台州学院教授、第九届全国人大代表。[152]
- 尉少秋，85岁，中国越剧表演艺术家，原建德越剧团团长。[153]
- 陈吉臣，86岁，中国政治人物，青岛广播电视大学原校长。[154]
- 华泽清，89岁，中国军事人物，原合肥炮兵学院院长。[85]
- 李文轩，92岁，中国政治人物，原重庆市粮食储运公司党委书记。[155]
- 克萊爾·舒爾曼（英语：Claire Shulman），94歲，美國政治人物，紐約市皇后區前區長（1986年－2002年），也是歷史上首位女性區長。死於肺癌與胰腺癌。[156]
- 谢植桂，100岁，中国政治人物，厦门大学工会原副主席，中国民主促进会厦门市委员会顾问。[157]

### 15日
- 柳吉在（韓語：류길재），61岁，韩国政治人物，前统一部长官（2013年－2015年）。[158]
- 赵敏，64岁，中国政治人物，黑龙江省人大常委会原副主任（2016年－2018年）。[159]
- 唐晓光，65岁，中国政治人物，新疆维吾尔自治区政协办公厅原副巡视员（2012年－2015年）。[160]
- 贺照清，70岁，中国企业人物，原日照港集团有限公司董事、副总经理。[161]
- 羅伯特·特朗普（英語：Robert Trump），71岁，美國商人，集團、ZeniMax Media管理人員，總統唐納·川普胞弟。[162]
- 陈连仲，73岁，中国相声演员。[163]
- 顏傑強，85岁，香港企業人物，中華汽車公司副監理及執行董事。[164]
- 章剑，87岁，中国政治人物，重庆社会主义学院原院长。[165]
- 梅塞德斯·芭莎（西班牙語：Mercedes Barcha），87岁，哥伦比亚女性人物，加夫列尔·加西亚·马尔克斯遗孀。[166]
- 程金相，92岁，中国政治人物，辽宁省人大常委会原副主任（1988年－1993年）。[167]
- 林文读，93岁，中国政治人物，厦门市同安区政协原主席。[168]
- 李光钿，99岁，中国远征军人物。[169]
- 陈夙根，102岁，新加坡教育家，新加坡女子学校原校长。[170]
- 吴健，105岁，中国政治人物，鲁迅美术学院原党委书记。[171]
- 牙萨宁，年龄不详，中国政治人物，内蒙古自治区原经信委主任，牙含章之子。[172]

### 14日
- 王凯冉，15岁，中国足球运动员，溺斃。（死讯公布日期）[173]
- 琳達·曼茲（英语：Linda Manz），58歲，美國演員，死於肺炎和肺癌。[174]
- 肯尼思·丘嫩（英語：Kenneth Kunen），77岁，美国数学家。[175]
- 王宪章，78岁，中国企业人物，原中国人寿总经理。[176]
- 梁雄健，86岁，中国信息及通信技术產業专家，北京邮电大学教授。[177]
- 朱利安·布里姆（英語：Julian Bream），87岁，英国古典吉他和鲁特琴演奏家。[178]
- 陈水木，88岁，中国盲文编辑，中国盲文出版社奠基人之一。[179]
- 弗兰塞斯克·巴迪亚·巴塔利亚，97岁，安道尔公职人员、历史学家，安道尔主教代表（1972年－1993年）。[180]

### 13日
- 仲志维，年龄不详，中国商人，南部非洲齐鲁同乡总会会长（2019年起），遇袭身亡。[181]
- 艾希·克里斯蒂安（英语：Ash Christian），35歲，美國製片人和演員，曾憑短片《mI promise》而獲得日間艾美獎。[182]
- 陳漢強，58歲，香港魔術師、布偶師和氣球師。因在瑞典一個聖誕老人比賽中獲得世界冠軍，有港版聖誕老人之稱。[183]
- 李贵平，59岁，中国新闻工作者，封面新闻、华西都市报主任编辑。[184]
- 达里奥·比瓦斯（西班牙語：Darío Vivas），70岁，委内瑞拉政治人物，首都区区长（2020年起），死于2019冠状病毒病。[185]
- 中村光男（日語：中村 光男），79岁，日本建筑家，前日建设计社长。[186]
- 安齊重男（日語：安齊 重男），81岁，日本摄影师，多摩美术大学客座教授。[187]
- 文国庆，84岁，中国人民解放军海军中将，原广州军区副司令员。[188]
- 扎西旺堆，86岁，中国藏族电影导演、摄影师、高级记者，西藏自治区摄影家协会原副主席。[189]
- 唐旭，91岁，中国政治人物，原肇庆地区妇联主任。[190]
- 李人磐，92岁，中国政治人物，萍乡市建筑设计院原院长。[191]
- 锋，92岁，中国政治人物，南京市民政局原副局长。[192]
- 露西亞·烏爾塔多（英語：Luchita Hurtado），99岁，美国画家。[193]
- 法宗长老，103岁，中国僧人，南京栖霞寺法主和尚。[194]

### 12日
- 佘幼芝，81岁，中国守墓人，袁崇焕墓第17代守墓人。[195]
- 德米特里·特鲁别茨科夫（俄語：Дмитрий Трубецков），82岁，俄罗斯物理学家，萨拉托夫国立大学校长（1994年－2003年）。[196]
- 任洪渊，83岁，中国诗人，北京师范大学教授。[197]
- 沈英，87岁，中国摄影家，河北省女摄影家协会终身名誉主席。[198]
- 张凌云，89岁，中国政治人物，辽宁省政协原副主席、中共辽宁省委组织部原部长。[199]

### 11日
- 胡安·帕斯托尔·马尔科（西班牙语：Joan Pastor），68岁，西班牙政治人物，前众议院议员（1977年－1982年）。[200]
- 朱毅峰，75岁，中国金融学家，中国人民大学教授。[201]
- 何贤芬，85岁，中国越剧演员，原浙江越剧团副团长。[202]
- 萨莫·雷石东（英語：Sumner Redstone），97岁，美国商人，全美娱乐公司董事长。[203]
- 白井庄次郎（日语：白井庄次郎），110歲287天，日本人瑞，直至2020年8月11日為日本最老男性人瑞。[204]

### 10日
- 朱小蔓，72岁，中国教育家，南京师范大学原副校长。[205]
- 赖道明，77岁，中国政治人物，广东省民政厅原副厅长。[206]
- 渡哲也（日语：渡哲也），78歲，日本男演員。死於肺炎。[207]
- 芮静安，84岁，中国肝外科专家，北京协和医院主任医师。[208]
- 夏立芳，88岁，中国材料科学家，哈尔滨工业大学教授。[209]

### 9日
- 瓦列里·波多罗加（俄語：Валерий Подорога），73岁，俄罗斯哲学家。[210]
- 陈金海，76岁，中国企业人物，江南造船原董事长。[211]
- 李玉堂，82岁，中国政治人物，吉林省政协原副主席，吉林省人大常委会原副主任。[212]
- 邾瑢，85岁，中国作家，首都师范大学中文系教授，中国当代文学研究会原副会长。[213]
- 李锦华，89岁，中国军事人物，原总参第二通信总站副主任。[214]
- 谢王岗，100岁，中国政治人物，中共广西壮族自治区党委宣传部原副部长。[215]
- 李舒明，104岁，中国政治人物，辽宁省政协原副秘书长。[216]

### 8日
- 德维格·沃尔特曼斯·莫里尔（荷蘭語：Hedwig Waltmans-Molier），55岁，荷兰外交官，时任荷兰驻黎巴嫩大使扬·沃尔特曼斯（Jan Waltmans）夫人，在2020年贝鲁特爆炸事故中不治。[217]
- 何叔水，80岁，中国陶瓷艺术家。[218]
- 张德山，89岁，中国免疫学家，黑龙江中医药大学教授。[219]
- 林雯洛，90歲，菲律賓政治人物，曾任國會議員（2004年－2007年）、馬尼拉市長（1992年－1998年、2007年－2013年），死於2019冠狀病毒病。[220]
- 高翼飞，93岁，中国政治人物，天津市人民检察院原检察长。[221]
- 朱寰，94岁，中国历史学家，东北师范大学教授。[222]
- 望月幸明（日語：望月 幸明），96岁，日本政治人物，前山梨縣知事（1979年－1991年）。[223]

### 7日
- 王志杰，71岁，中国摄影工作者，中国摄影家协会会员。[224]
- 葉富強，72岁，香港社会学专家、大学教授。[225]
- 莊永明，78岁，台灣文史專家。[226]
- 倪贤伍，79岁，中国政治人物，江西省鹰潭市原市长。[227]
- 侯杰昌，82岁，中国空间物理学家，武汉大学原校长（1996年－2003年）。[228]
- 黎可漂，88岁，越南政治人物，前越南共产党中央委员会总书记（1997年－2001年）。[229]

### 6日
- 王强，68岁，中国计算机科学家，广西师范大学教授。[230]
- 贝尔纳·斯蒂格勒（法語：Bernard Stiegler），68岁，法国哲学家。[231]
- 佩頓·懷特利（英語：Peyton Whitely），75歲，美國記者，1990年代在「西雅圖時報」第一位以科技報導突發新聞的記者。死於多發性骨髓瘤。[232]
- 吴皖湘，77岁，中国人民解放军大校，军事博物馆原副馆长。[233]
- 李晓卯，79岁，中国历史学家，中国延安精神研究会名誉会长，李步新长子。[234]
- 曾照喜，85岁，中国军事人物，原南京军区副参谋长。[235]
- 布倫特·斯考克羅夫特（英語：Brent Scowcroft），95歲，美國政治人物，退役軍人。前美國總統國家安全事務助理。[236]
- 蔡彼得，原名蔡炳堯，98歲，香港軍人，曾為香港退伍軍人聯會會長，曾參加香港保衞戰。[237][238]

### 5日
- 玛丽亚·维多利亚·莫雷拉（西班牙語：María Victoria Morera），64岁，西班牙外交官，前驻德国大使（2017年－2018年）、驻比利时大使（2004年－2007年）。[239]
- 林滨，89岁，中国企业人物，中国广州国际经济技术合作公司原总经理。[240]
- 布兰卡·罗德里格斯（英语：Blanca Rodríguez），94岁，委内瑞拉公众人物、前总统卡洛斯·安德烈斯·佩雷斯的夫人。[241]

### 4日
- 黛西·科尔曼（英語：Daisy Coleman），23岁，美国女演员，自杀身亡。[242]
- 郭美江，67歲，台灣牧師。死於乳癌、肺癌。[243]
- 叶澍，79岁，中国作家，中国寓言文学研究会副会长。[244]
- 卫崇保，86岁，中国军事人物，原总参谋部第三部政治委员。[245]
- 黄怀德，87岁，中国消化内科专家，浙江大学医学院附属第一医院原院长，浙江大学教授。[246]
- 法兰·艾伦（英語：Frances Allen），88岁，美国计算机科学家。[247]
- 胡平，90岁，中国政治人物，原商业部部长（1988年－1993年）、福建省省长（1983年－1987年）。[248]
- 姜树森，90岁，中国电影导演。[249]
- 赵兵凯，93岁，中国山水画家，天津人民美术出版社美术编辑。[250]
- 白希曾，95岁，中国政治人物，温州市人大常委会原副秘书长。[251]
- 张冠儒，96岁，中国基督教工作者，陕西省文史研究馆馆员。[252]
- 祁文雅，99岁，中国政治人物，常州市原副市长。[253]
- 趙自齊，106歲，中華民國第一屆立法委員，中國國民黨政策會前秘書長。[254]
- 2020年贝鲁特爆炸事故罹难者：
  - 让-马克·邦菲斯（英语：Jean-Marc Bonfils），57岁，法国建筑师。[255]
  - 纳扎尔·纳贾里安（英语：Nazar Najarian），61岁，黎巴嫩政治人物，黎巴嫩长枪党总书记（2018年 - 2020年）。[256]

### 3日
- 王培吉，53岁，中国医生，苏州大学附属第二医院手足外科主任医师、副教授、博士生导师。[257]
- 羅霈穎，59歲，台灣女藝人（遺體發現日）。[258]
- 李天靖，75岁，中国诗人，华东师范大学《中文自修》杂志副编审。[259]
- 約翰·休姆（英語：John Hume），83歲，北愛爾蘭政治家，英國國會議員（1983年－2005年）、歐洲議會議員（1979年－2004年）、北愛爾蘭議會議員（1998年－2000年），1998年諾貝爾和平獎獲得者。[260]
- 焦秉义，87岁，中国山水画家，北京中国书画协会名誉会长。[261]
- 黃秉，89歲，美籍華裔分子遺傳學家，中華民國中央研究院第16屆院士。[262]
- 阿妈阿德，92岁，西藏政治人物，中国大陆前政治犯。[263]
- 陈家伦，93岁，中国内科医学家，上海交通大学医学院附属瑞金医院终身教授。[264]
- 李笑非，94岁，中国川剧艺术家。[265]

### 2日
- 立石涼子（日语：立石涼子），68岁，日本女演员，死於肺癌。[266]
- 扎克瑟雷克·乌什克姆皮罗夫，69岁，哈萨克斯坦古典式摔跤运动员。[267]
- 林盛基（韓語：임성기），80岁，韩国企业家，韩美药品创始人。[268]
- 步广英，92岁，中国政治人物，成都三六三医院原党委书记。[269]
- 萊昂·弗萊舍（英语：Leon Fleisher），92歲，美國古典鋼琴家、指揮家和音樂教育家。[270]
- 王海，94岁，中国人民解放军空军上将，解放军空军原司令员（1985年－1992年），中共第十二、十三、十四届中央委员会委员，曾参加过朝鲜战争。[271]
- 赵俊文，95岁，中国政治人物，拉萨市政协原主席。[272]

### 1日
- 巴勃罗·阿兰达（西班牙語：Pablo Aranda），52岁，西班牙小说家，死於胃癌。[273]
- 万斌，74岁，中国马克思主义哲学家，浙江省社会科学院原院长。[274]
- 湯姆·波洛克（英语：Tom Pollock），77歲，美國電影製片人兼前環球影業董事長，死於心臟病。[275]
- 霍斯劳·西奈（英语：Khosrow Sinai），79歲，伊朗電影導演，死於2019冠狀病毒病。[276]
- 黄殿祺，81岁，中国民间文艺家，天津市文史研究馆馆员。[277]
- 岩上，本名嚴振興，81歲，台灣詩人及詩評論家。[278]
- 威福·伯明莱（英語：Wilford Brimley），85岁，美国影视演员。[279]
- 王哲人，85岁，中国道路工程专家，哈尔滨工业大学教授。[280]
- 邵燕祥，87岁，中国诗人、散文家，中国作家协会会员。[281]
- 欧米加参，92岁，中国舞蹈家，中央民族歌舞团原副团长。[282]
- 瓦季姆·安德烈耶夫（俄語：Вадим Андреев），93歲，俄羅斯軍事人物，華沙公約組織聯合武裝部隊空軍副總司令（1986年－1991年）。[283]
- 马相，95岁，中国政治人物，安徽省水利厅水建工程处主任（1980年－1984年）。[284]
- 王绍清，100岁，中国老红军，原贵州毕节机械厂第二政委。[285]